# Амалте
Амалте (дарг. ГӀямалтимахьи) — село в Левашинском районе Дагестана. Входит в состав сельского поселения Сельсовет Куппинский.

## География
Расположено в 18 км к западуу от районного центра села Леваши.

## Население
| 1895 | 1926 | 1939 | 1970 | 1989 | 2002 | 2010 |
| ---- | ---- | ---- | ---- | ---- | ---- | ---- |
| 197  | ↘166 | ↗211 | ↗235 | ↗266 | ↗368 | ↘267 |
| 2021 |      |      |      |      |      |      |
| ↗475 |      |      |      |      |      |      |